# Championnat du Luxembourg de football 1977-1978
Navigation
Saison précédente Saison suivante
La saison 1977-1978 du Championnat du Luxembourg de football était la 64e édition du championnat de première division au Luxembourg. Les douze meilleurs clubs du pays se retrouvent au sein d'une poule unique, la Division Nationale, où ils s'affrontent deux fois, à domicile et à l'extérieur. À l'issue du championnat, les deux derniers du classement sont relégués et remplacés par les deux meilleurs clubs de Division d'Honneur, la deuxième division luxembourgeoise.
Le Progrès Niedercorn met fin à la domination du club de la Jeunesse d'Esch sur le championnat luxembourgeois en terminant en tête du classement final cette saison, avec 6 points d'avance sur le quintuple tenant du titre et 7 sur les Red Boys Differdange. Il s'agit du deuxième titre de champion du Progrès après celui gagné en 1953. Le Progrès réalise même le doublé Coupe-championnat en battant l'Union Luxembourg en finale de la Coupe du Luxembourg.

## Les 12 clubs participants
| - Chiers Rodange - Progrès Niedercorn - Etzella Ettelbruck - US Rumelange - Stade Dudelange - Union Luxembourg - Promu de Division d'Honneur | - AS La Jeunesse d'Esch - CS Grevenmacher - Alliance Dudelange - Avenir Beggen - Red Boys Differdange - CA Spora Luxembourg - Promu de Division d'Honneur |

## Compétition

### Classement
Le barème utilisé pour établir le classement est le suivant :
- Victoire : 2 points
- Match nul : 1 point
- Défaite : 0 point

| Rang | Équipe                  | Pts | J  | G  | N | P  | Bp | Bc | Diff |
| ---- | ----------------------- | --- | -- | -- | - | -- | -- | -- | ---- |
| 1    | Progrès Niedercorn (C)  | 32  | 22 | 13 | 6 | 3  | 55 | 33 | +22  |
| 2    | Jeunesse d'Esch (T)     | 26  | 22 | 10 | 6 | 6  | 45 | 31 | +14  |
| 3    | Red Boys Differdange    | 25  | 22 | 9  | 7 | 6  | 50 | 33 | +17  |
| 4    | Etzella Ettelbruck      | 23  | 22 | 8  | 7 | 7  | 48 | 43 | +5   |
| 5    | Chiers Rodange          | 22  | 22 | 8  | 6 | 8  | 35 | 35 | 0    |
| 6    | Union Luxembourg (P)    | 21  | 22 | 7  | 7 | 8  | 35 | 43 | -8   |
| 7    | US Rumelange            | 21  | 22 | 9  | 3 | 10 | 30 | 44 | -14  |
| 8    | Alliance Dudelange      | 20  | 22 | 7  | 6 | 9  | 34 | 48 | -14  |
| 9    | Avenir Beggen           | 19  | 22 | 7  | 5 | 10 | 31 | 35 | -4   |
| 10   | CS Grevenmacher         | 19  | 22 | 5  | 9 | 8  | 28 | 37 | -9   |
| 11   | CA Spora Luxembourg (P) | 18  | 22 | 6  | 6 | 10 | 49 | 47 | +2   |
| 12   | Stade Dudelange         | 18  | 22 | 7  | 4 | 11 | 34 | 45 | -11  |

|  | Qualification pour la Coupe d'Europe des clubs champions 1978-1979                           |
|  | Qualification pour la Coupe des Coupes 1978-1979                                             |
|  | Qualification pour la Coupe UEFA 1978-1979                                                   |
|  | Relégation en Division d'Honneur                                                             |
|  | (T) Tenant du titre (C) Vainqueur de la Coupe du Luxembourg (P) : Promu de deuxième division |

## Bilan de la saison
| Championnat du Luxembourg de football 1977-1978 |                               |
| Champion                                        | Progrès Niedercorn (2e titre) |
| Coupes et trophées                              |                               |
| Vainqueur de la Coupe du Luxembourg 1977-1978   | Progrès Niedercorn            |
| Qualifications continentales                    |                               |
| Coupe d'Europe des clubs champions 1978-1979    | Progrès Niedercorn            |
| Coupe des Coupes 1978-1979                      | Union Luxembourg              |
| Coupe UEFA 1978-1979                            | Jeunesse d'Esch               |
| Promotions et relégations                       |                               |
| Promus en Division Nationale                    | Aris Bonnevoie                |
| Promus en Division Nationale                    | Young Boys Diekirch           |
| Relégués en Division d'Honneur                  | Stade Dudelange               |
| Relégués en Division d'Honneur                  | CA Spora Luxembourg           |